# Queremos saber
Queremos saber fue un programa español de televisión emitido por la cadena Antena 3 y presentado por la periodista Mercedes Milá.

## Formato
Espacio para la noche de los martes en el que la carismática presentadora combinaba entrevistas con personajes populares del mundo de la política, el arte, la literatura, la interpretación y la canción, con debates sobre temas de actualidad. Todo ello, con una importante participación del público presente en el plató, al que se brindaba la posibilidad de formular preguntas al personaje invitado de la noche. Se trataba de 39 personas, que representaba cada una de ellas a un millón de españoles hasta alcanzar la poblacíón de 39 millones en aquel momento en el país.
Uno de los momentos más recordados de este programa es la visita que les hizo Francisco Umbral para hablar de un libro que acababa de publicar, sin embargo vio que no se hablaba de él, por lo que se quejó delante de todos de que no estaban hablando de su libro y si no hablaban ya, se iría del plató. Su vídeo acumula más de un millón de reproducciones en el canal de YouTube de Antena 3.

## Audiencias
En su estreno, con una entrevista a Miguel Bosé, acerca del rumor de una posible enfermedad del cantante, el programa congregó a 5.400.000 espectadores.

## Invitados
Entre otros, pasaron por el plató del programa las siguientes personalidades: 
| - Adolfo Marsillach - Aitana Sánchez-Gijón - Alberto Ruiz-Gallardón - Andrés Aberasturi - Antonio Gala - Chavela Vargas - Emilio Romero - Fernando Ónega - Francisco Umbral - Hilario Pino - Imanol Arias - Jaime Peñafiel - Javier Arenas - Jesús Gil y Gil | - Joaquín Sabina - Judit Mascó - Lola Herrera - Manolo Tena - María Ostiz - Marisa Paredes - Martirio - Miguel Bosé - Pedro Almodóvar - Pedro J. Ramírez - Rocío Jurado - Rosa Maria Sardà - Teresa Gimpera |

Especialmente polémica y recordada durante años fue la entrevista tomada el 20 de abril de 1993 al escritor Francisco Umbral, quién acusó a la presentadora de haberle engañado por la forma en que discurría la entrevista sin que el entrevistado consiguiera hablar de su último libro, que era lo que pretendía,
También contó con gran repercusión la entrevista al cantante Miguel Bosé, en la que éste, haciendo frente a ciertos rumores, desminitió padecer SIDA.

## Premios y distinciones
- TP de Oro (1992), a la Mejor Presentadora, para Mercedes Milá.

Considerado por el Grupo Joly uno de los cien mejores programas de la historia de la televisión en España.

## Enlaces
- Entrevista a Francisco Umbral en Queremos saber en Youtube